# Billet de 200 francs Gustave Eiffel
Pour les articles homonymes, voir 200 francs.
Recto
Verso
Chronologie
200 francs Montesquieu Passage à l'euro
Le 200 francs Gustave Eiffel est un billet de banque français créé le 12 décembre 1995 par la Banque de France et émis le 29 octobre 1996. Il succède au 200 francs Montesquieu. Il est le dernier billet de 200 francs.

## Historique
Ce billet polychrome imprimé en taille douce appartient à la troisième série des "créateurs et scientifiques célèbres du XXe siècle" voulue par la Banque et dans laquelle on compte Saint-Exupéry, Paul Cézanne et Pierre et Marie Curie. Pour cette série, c'est la proposition du graphiste franco-suisse Roger Pfund qui remporte le concours pour l'ensemble de la gamme.
Il s'inscrit dans la tradition des billets « commémorant les personnages illustres qui ont contribué à la constitution du patrimoine historique de la France ».
Il fut imprimé de 1996 à 1999.
Il est retiré de la circulation le 18 février 2002 et suspendu de cours légal le 17 février 2012, date après laquelle il ne peut plus être échangé contre des euros.

## Description

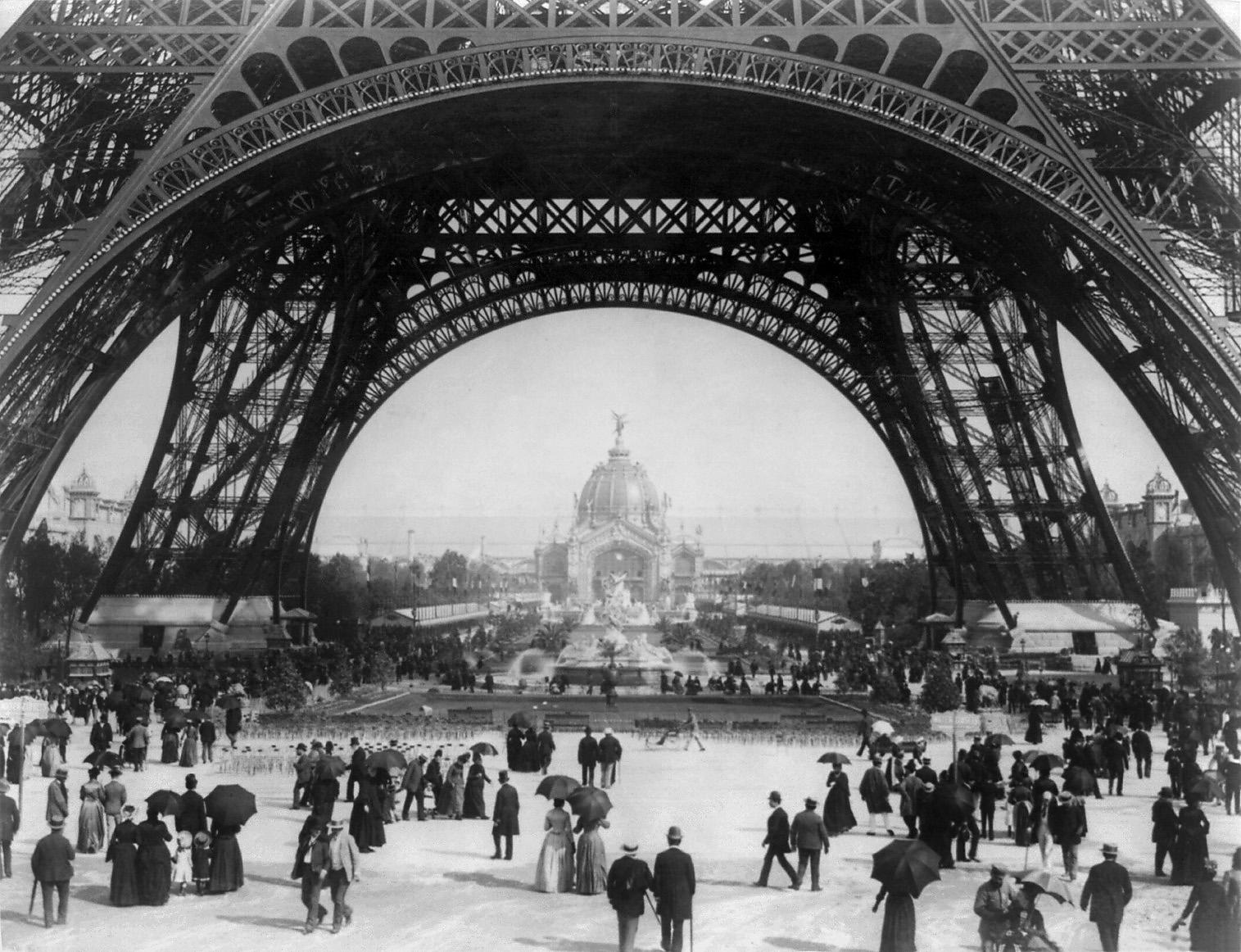
Photo de 1889 ayant servi à Roger Pfund pour la composition du verso (fonds Tissandier, Library of Congress).

La vignette est l’œuvre du graphiste Roger Pfund. 
Les couleurs dominantes sont le rose fuchsia, le rouge et l'orange.
Au recto : à droite domine le portrait de Gustave Eiffel issu d'une photographie d'époque. En fond, un entrelacs de structures métalliques renvoyant au viaduc de Garabit lequel est d'ailleurs reproduit en surbrillance incolore en bas du cartouche réservé au filigrane. Une partie de la silhouette de la Tour Eiffel est imprimée au centre et sur le bord extérieur gauche, est reproduit en vert fluorescent une vue stylisée de la base de la tour. En haut, une petite vue en coupe de la coupole de l'Observatoire de Nice.
Au verso : à gauche, le thème dominant est une vue sur l'arche nord de la Tour Eiffel datant de 1889, jour de son inauguration, avec en arrière-plan l'un des pavillons de l'exposition universelle situé au fonds du Champ-de-Mars. On retrouve au centre la silhouette de la tour Eiffel pour assurer l'effet « transvision ».
Le filigrane représente un portrait de Gustave Eiffel de face, également issu d'une photographie d'époque. 
Les autres signes de sécurité sont les suivants : le fil intégré dans l’épaisseur du papier ; la bande métallisée discontinue ("Strap") résistante à la photocopie, les microlettres et les minilettres, le motif en encre incolore ; le motif à couleur changeante ; la transvision.
Les dimensions sont de 143 mm x 80 mm.

## Remarques
- Dans un premier projet, la Banque avait choisi d’y faire figurer les frères Lumière pour le centenaire de l’invention du cinéma. À l’annonce de cette décision des voix se sont élevées pour s’opposer à un tel hommage : les opinions collaborationnistes et vichystes de l’un des frères conféraient à ce choix une signification scandaleuse. Il fallut abandonner le projet et procéder à une nouvelle maquette[2]. Gustave Eiffel ne fut pas pour autant considéré pour acquis, car il avait été impliqué dans l'affaire du Canal du Panama. Par ailleurs, il fut à un moment question de proposer Jules Verne, mais ce fut finalement Eiffel qui l'emporta[3]. Ce premier projet avec les frères Lumière était déjà très avancé et des billets déjà imprimés lorsqu'un article du Canard enchainé obligea la Banque de France à stopper cette émission et à détruire le stock de billets déjà imprimés ; quelques exemplaires échappèrent à cette destruction, ils sont aujourd'hui très rares[4].